# Michaelertrakt

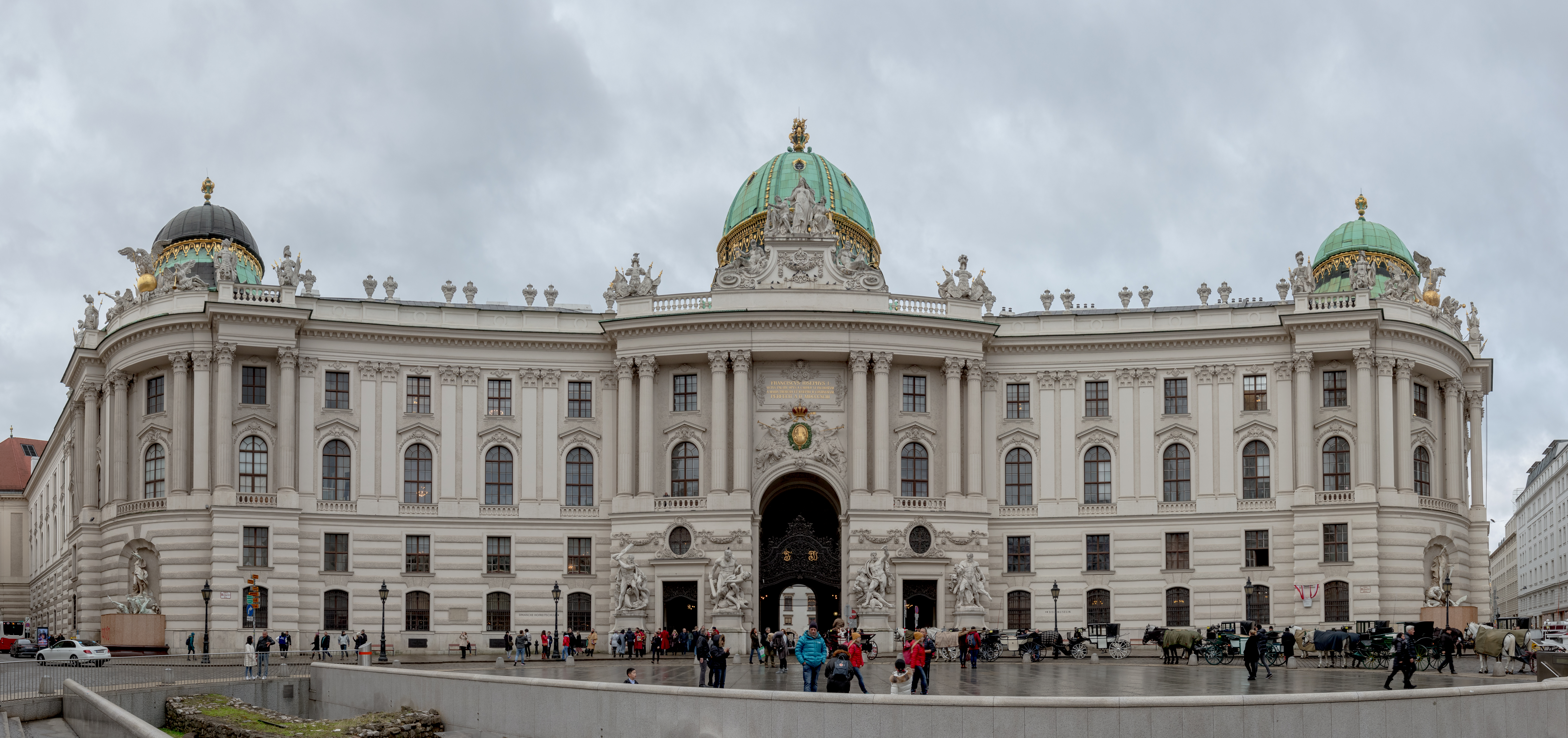
Michaelertrakt şi Michaelerplatz

Michaelertrakt se referă la fațada de nord a Palatului Imperial Hofburg din districtul vienez 1 Innere Stadt. Piața aflată în fața ei, Michaelerplatz, este considerată una dintre cele mai frumoase piețe din Viena.

## Istoric
Planurile aripii Michaelertrakt au fost realizate prin 1720 de arhitectul Joseph Emanuel Fischer von Erlach; noua aripă urma să servească ca element de legătură între Școala Spaniolă de Călărie și Aripa Cancelariei imperiale. Cu toate acestea, deoarece vechiul Teatru Imperial (Burgtheater) stătea în cale, aceste planuri au rămas nerealizate până în perioada 1889-1893 când arhitectul austriac Ferdinand Kirschner a construit aripa în stil baroc, folosind un plan ușor modificat.
Fundația pentru Michaelertrakt a trebui să fie săpată până la 16 m adâncime. Casele vechi, precum fostul Hofburgtheater - care a trebuit să fie eliminat -, aveau până la trei etaje în subteran. În centrul aripii se află o poartă monumentală, Michaelertor. De-a lungul celor trei intrări sunt statui colosale ale lui Hercule. La fiecare capăt al Michaelertrakt se află fântâni mari, cu grupuri statuare. Fântâna din dreapta, „Die Macht zu Lande“, a fost proiectată în 1897 de către Edmund Hellmer și simbolizează armata austriacă. Fântâna din stânga este cunoscută sub numele de „Die Macht zur See“. Acesta a fost sculptată în 1895 de Rudolf Weyr și simbolizează puterea navală austriacă.
Biblioteca Regală din Berlin a fost inspirată din planurile aripii Michaelertrakt. Ea a fost construită în perioada 1775-1780 ca o copie a proiectului de Palatul Imperial Hofburg, care fusese realizat cu 100 de ani mai înainte. Proiectul realizat de arhitectul prusac Georg Christian Unger, a fost comandat de către Frederic cel Mare.

## Galerie

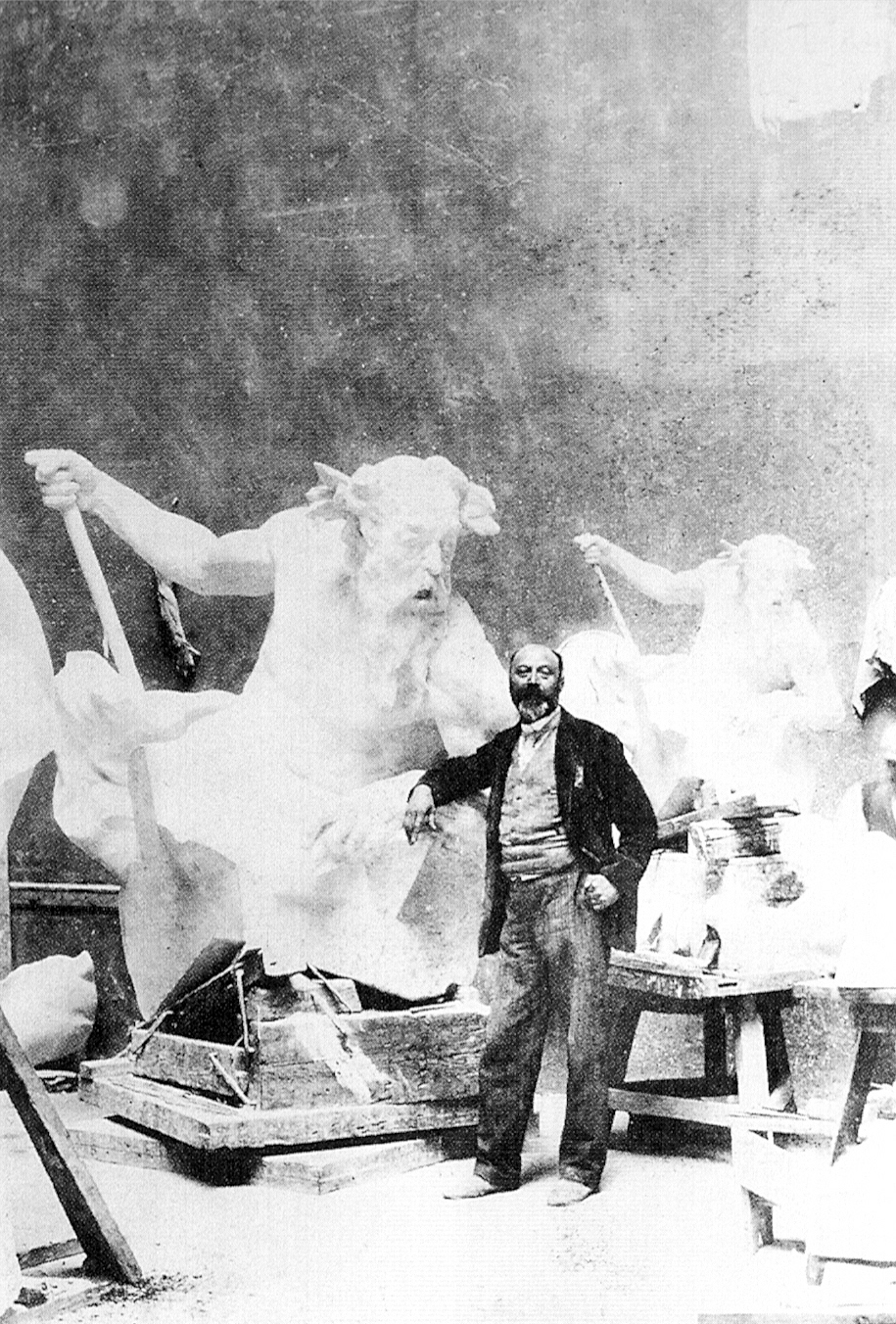
Rudolf Weyr aflat în fața monumentalei fânrâni „Die Macht zur See“ construită pentru aripa Michaelertrakt a Hofburgului în anul 1894
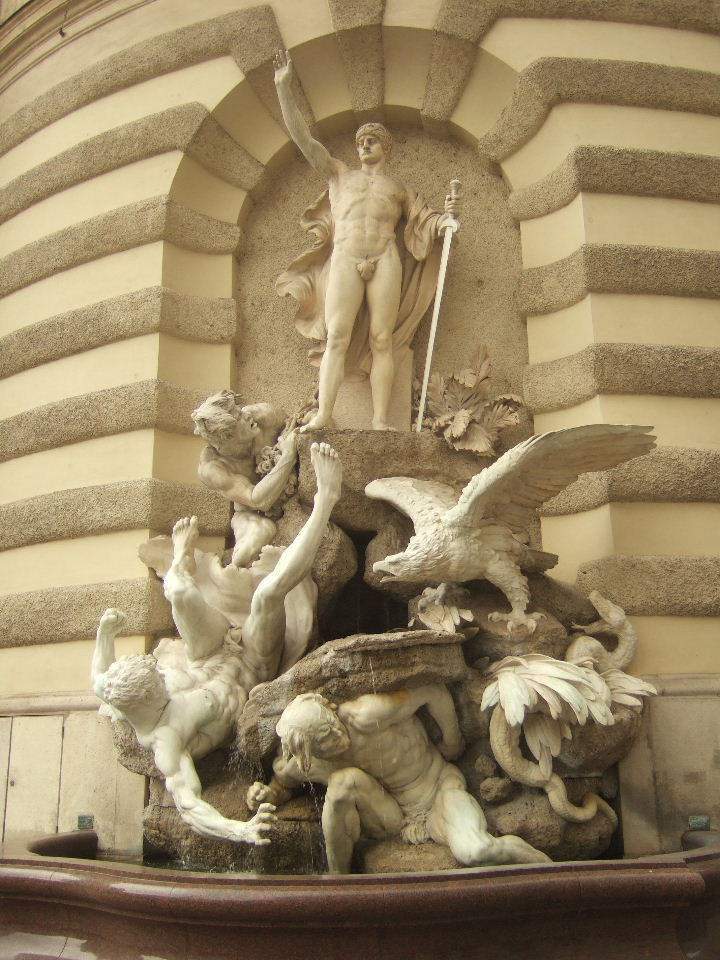
„Die Macht zu Lande“ (1897) - fântână aflată în faţada exterioară a aripii Michaelertrakt
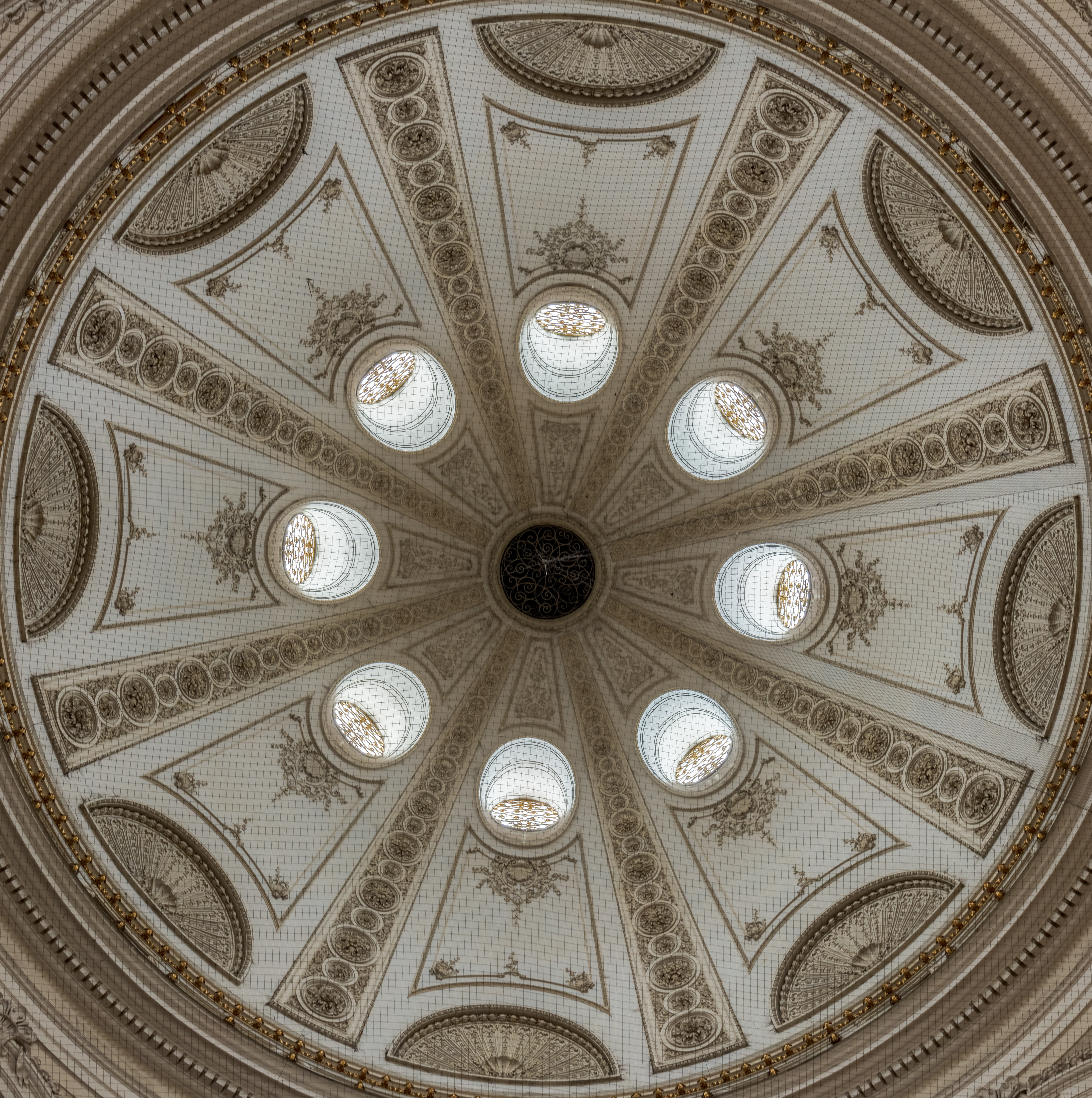
Dom
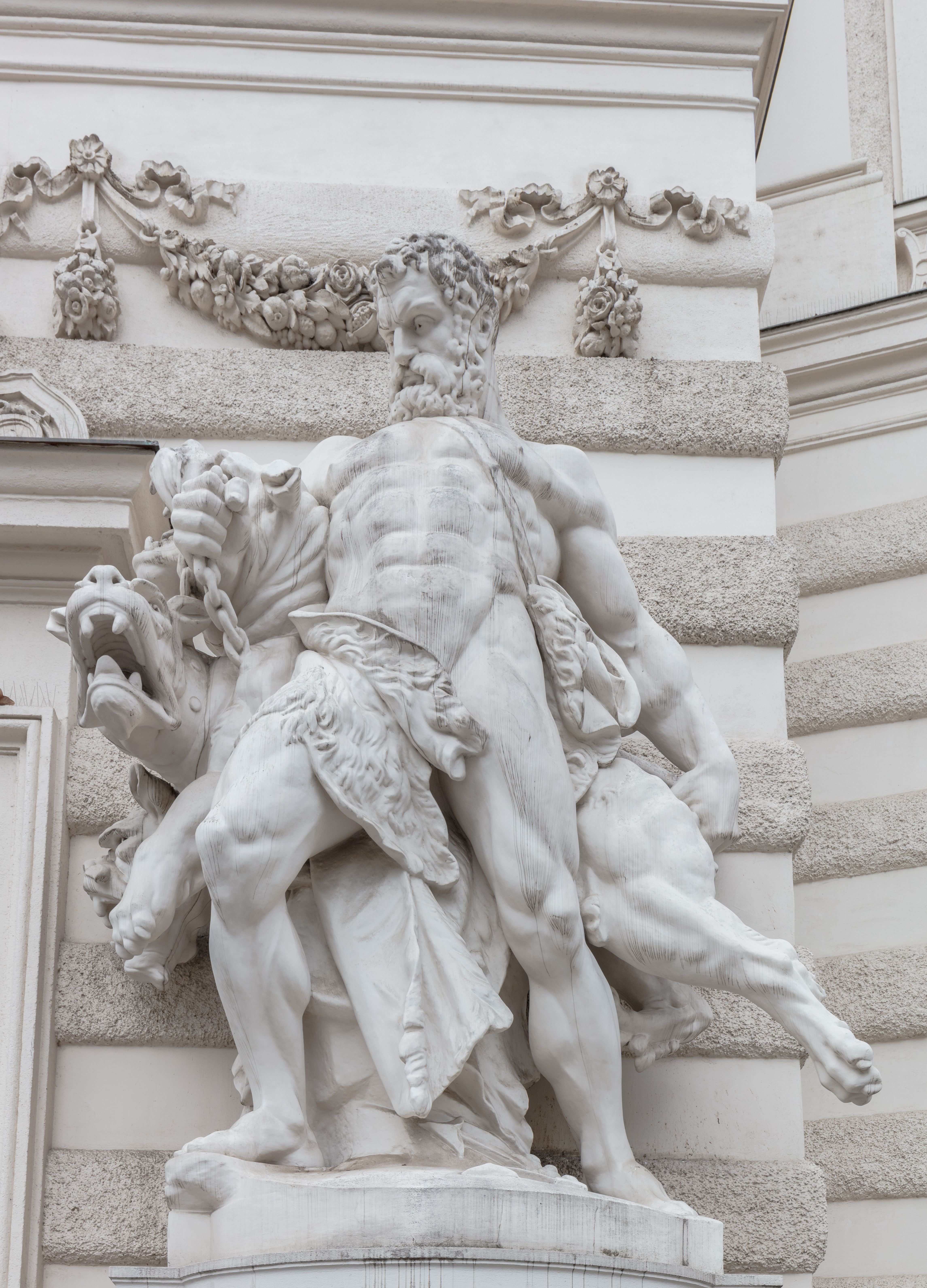
Statuia lui Heracle
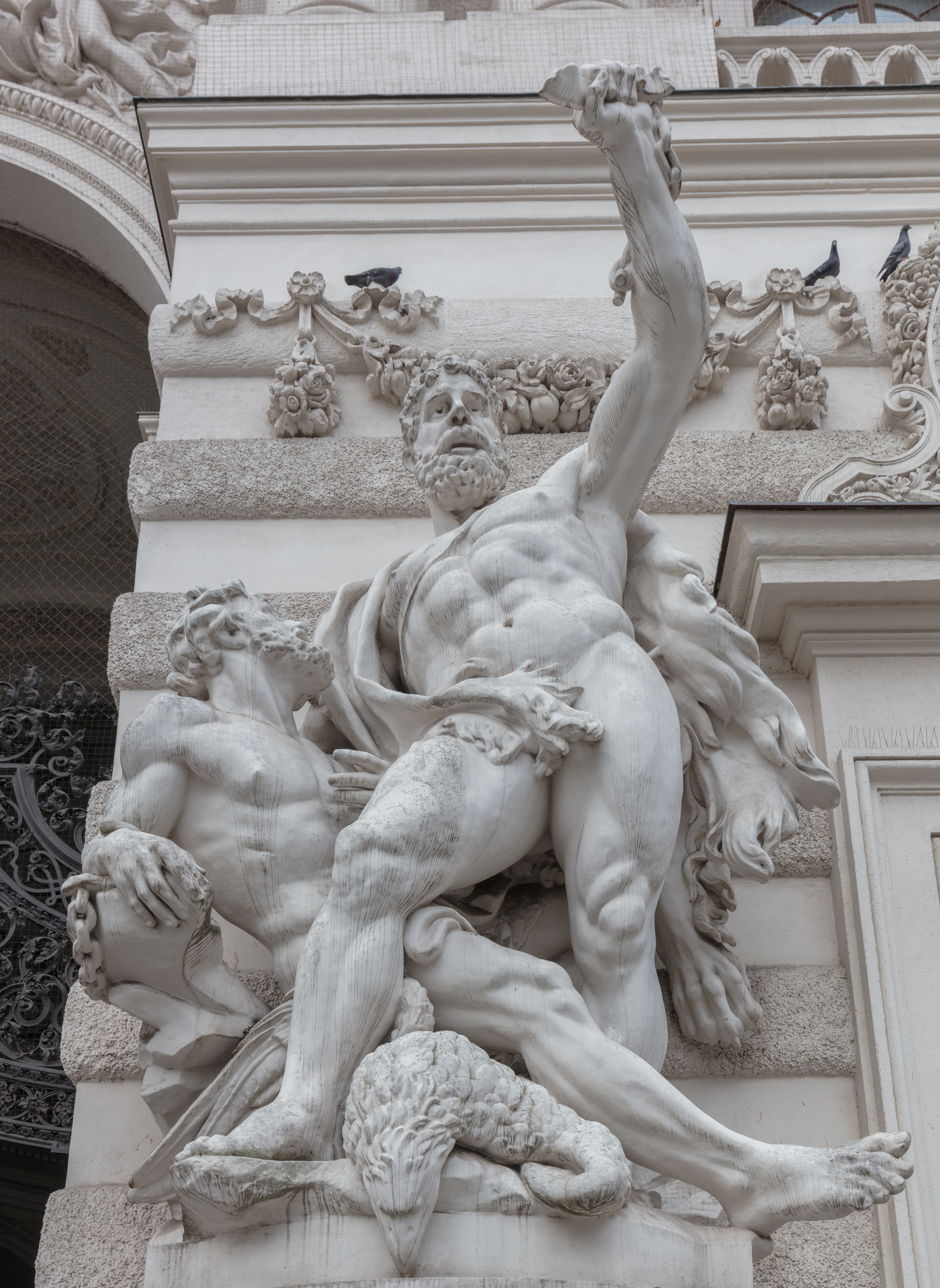
Statuia lui Heracle
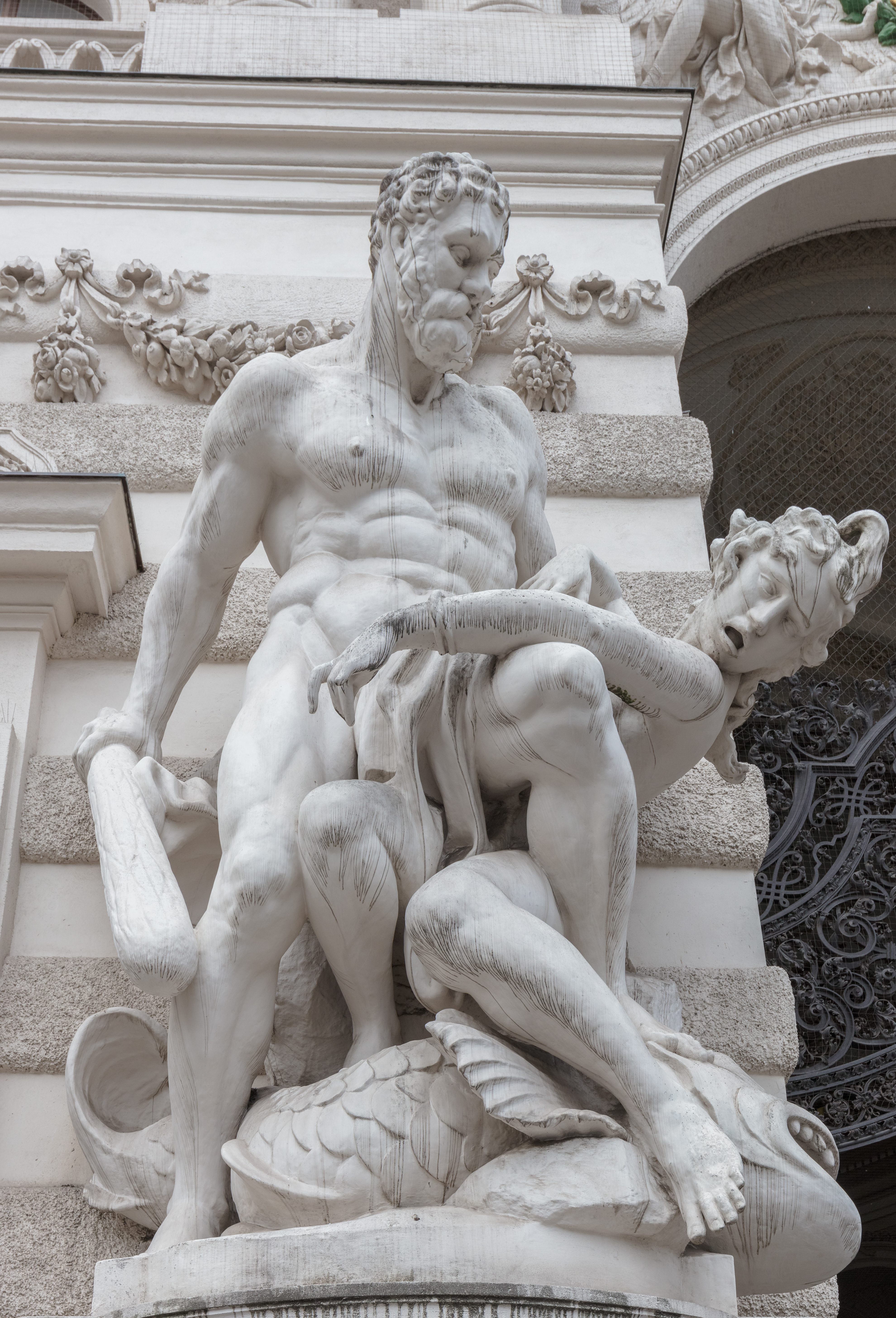
Statuia lui Heracle
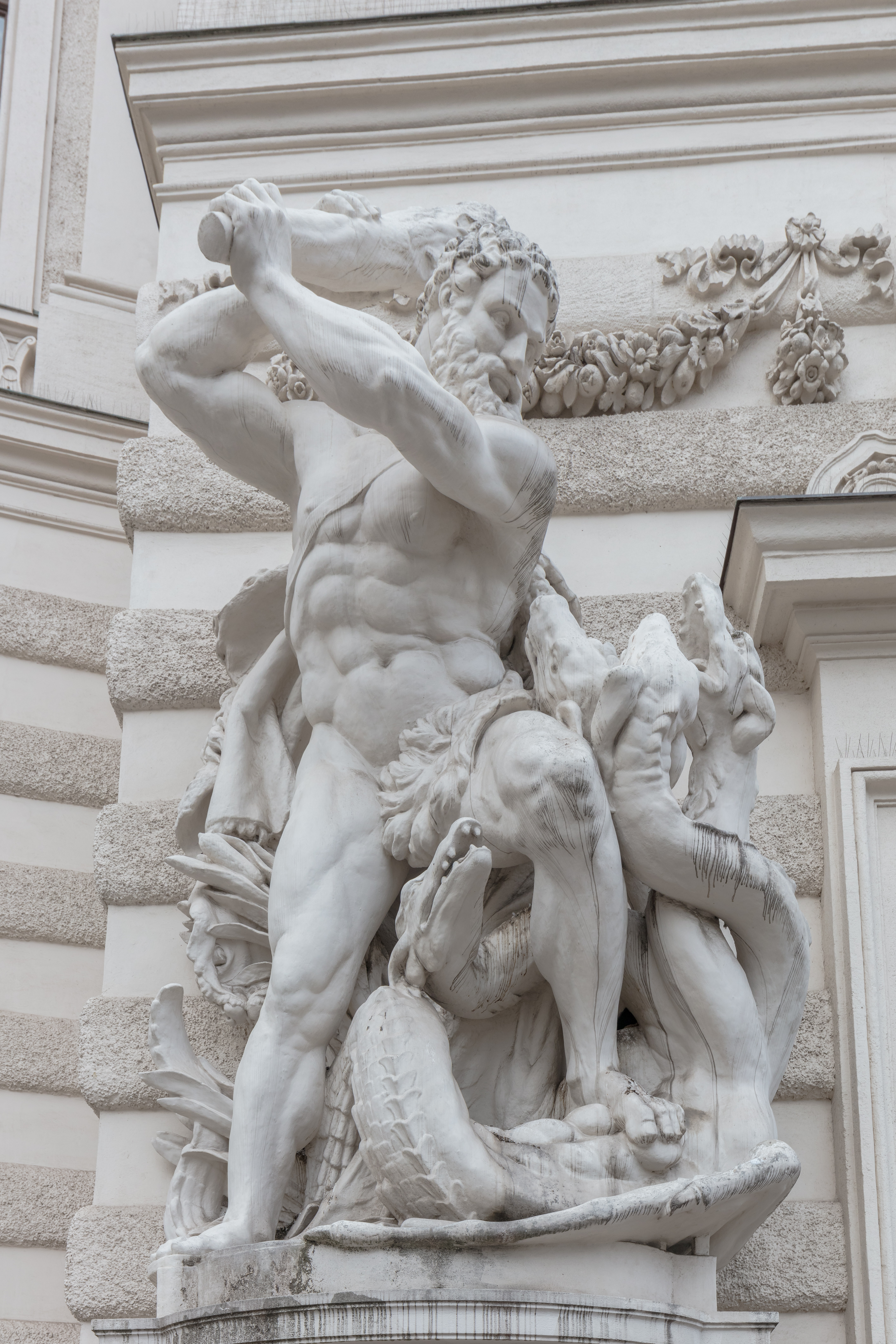
Statuia lui Heracle